# Kayuambon
Kayuambon is een bestuurslaag in het regentschap Bandung Barat van de provincie West-Java, Indonesië. Kayuambon telt 8197 inwoners (volkstelling 2010).